# Mazagão (kommun)
Mazagão är en kommun i Brasilien.   Den ligger i delstaten Amapá, i den norra delen av landet, 1 800 km norr om huvudstaden Brasília. Antalet invånare är 17 030.
Följande samhällen finns i Mazagão:
- Mazagão

I omgivningarna runt Mazagão växer i huvudsak städsegrön lövskog. Trakten runt Mazagão är nära nog obefolkad, med mindre än två invånare per kvadratkilometer.